# إذاعة الأمن العام
أمن أف أم أو إذاعة الأمن العام، إذاعة أردنية محلية تابعة للأمن العام في الأردن، بدأت بالبث التجريبي في 28 كانون الأول من عام 2006 على موجة فرميوم بتردد (89.5). وبدأ البث الرسمي يوم 24 كانون الثاني من عام 2007 بعد افتتاحها من الملك عبد الله الثاني بن الحسين. جرى العمل على توسعة البث ليشمل كافة أنحاء المملكة في منطقة الشمال على تردد(89.7) وجنوب المملكة على تردد (89.5).

## تعريف بالإذاعة
نشأت إذاعة «أمن إف إم» لتحمل رسالة إعلامية حضارية متجددة بهدف تعزيز مفهوم الأمن الشامل الذي هو جزء من إستراتيجية مديرية الأمن العام.
وبناء عليه قامت الإذاعة على توجيه المجتمع ضمن رؤية أمنية حضارية تجسد علاقة المواطن بجهاز الأمن العام التي تمثل علاقة تكاملية تهدف إلى تعزيز الأمن المجتمعي بكل مكوناته من خلال برامجه المنتقاة بدقة وبما يتناسب مع ذوق المستمع الأردني والعربي حيث تم وضع مساحات أثيرية مريحة يجد فيها المواطن كل ما يحقق له الفائدة المرجوة.
بدء البث الرسمي للإذاعة يوم الأربعاء 24 الموافق 24/1/2007، حيث أعلن الملك عبد الله الثاني بن الحسين انطلاقتها صوتاً جديداً وإضافةً نوعية للإعلام الوطني الهادف والواعي.

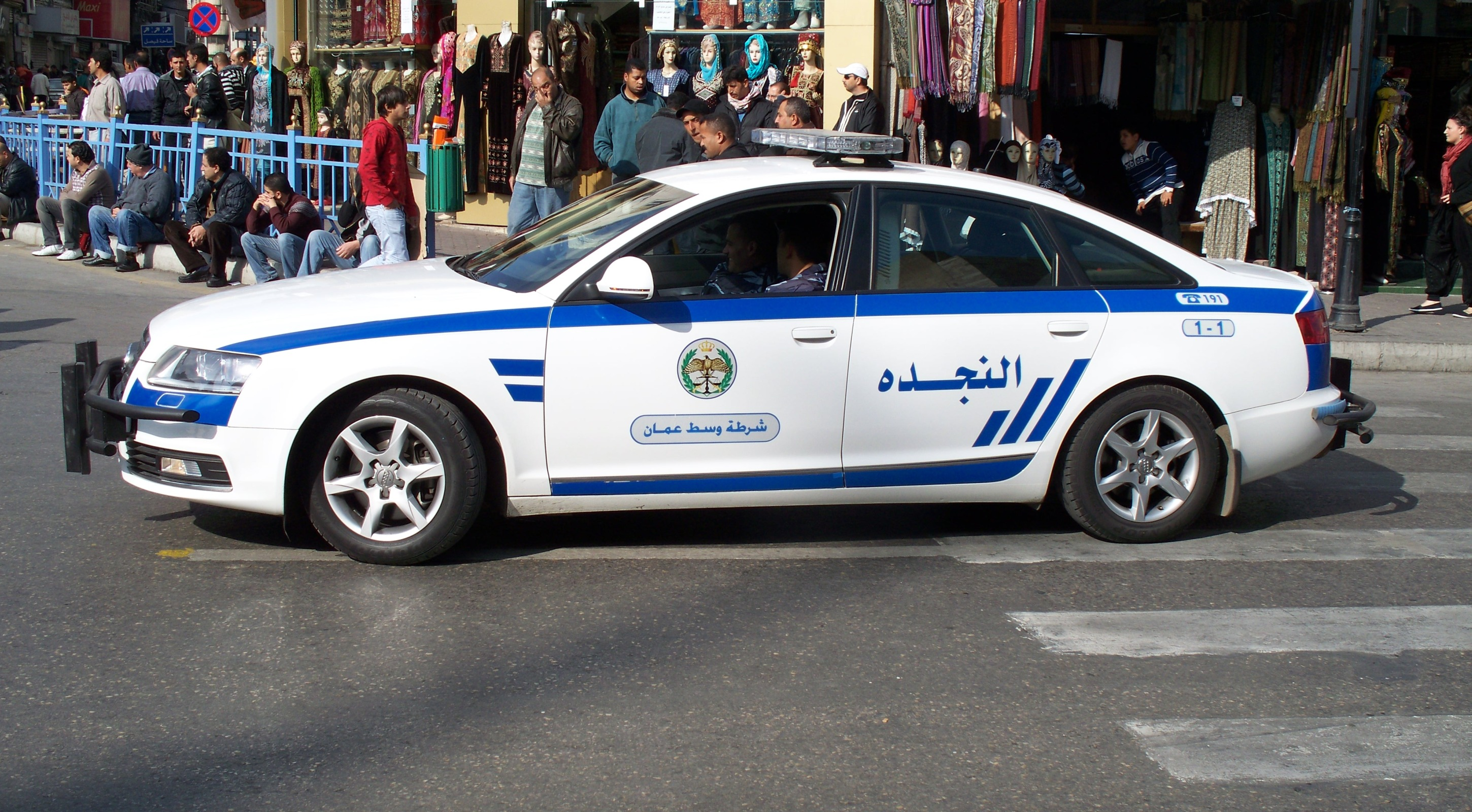
الأمن العام الأردني

## رؤية الإذاعة
ينطلق راديو «أمن إف إم» من ثوابت الدولة الأردنية الهاشمية ومرتكزات الإعلام الرسمي الذي يُترجم الرؤى الملكية السامية في الإعلام الذي يعزز العلاقة بين أفراد المجتمع وأجهزة الدولة بما فيها جهاز الأمن العام.

## رسالة الإذاعة
نعرض لمفهوم الأمن لنعمق الإحساس بالأمان، وتغرز في اللمواطن حب الوطن والمواطنين
وتنمي لدى المواطنين الإحساس بالمسؤليه اتجاه الوطن وامان هذا البلد

## ترددات القناة
- تردد الإذاعة في عمان والعقبة (89.5)
- تردد الإذاعة في اربد (89.7)
- تردد الإذاعة في معان وراس النقب (101.7)
- تردد الاذاعه في الرويشد 104.3 ا
- تردد الاذاعه في البتراء 92.07
- تردد الاذاعه في الكرك 89.1 ا
- تردد الاذاعه في راس منيف وعجلون وجرش 88.5

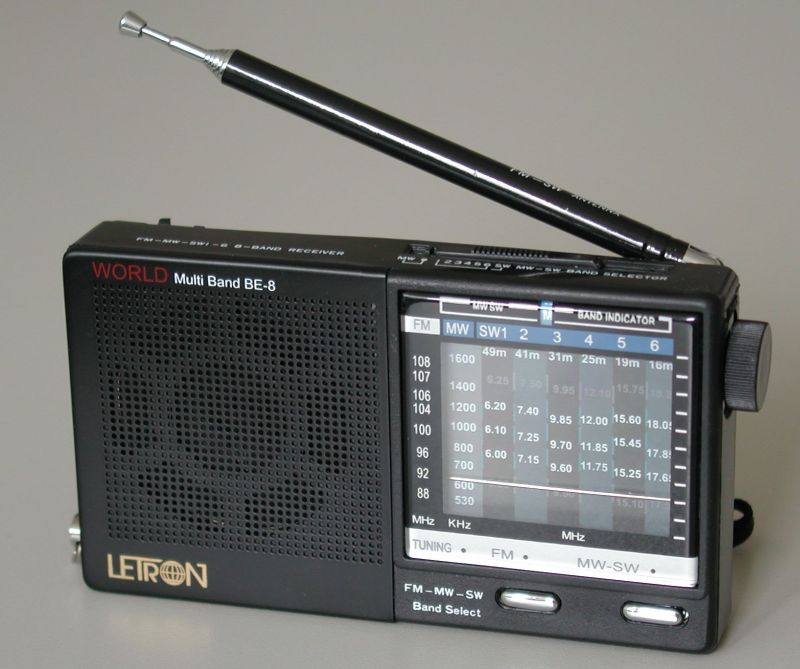
راديو

## وصلات خارجية
موقع إذاعة الامن العام